# Пилипенко, Иван Васильевич
Иван Васильевич Пилипенко (18 января 1918 — 2003) — шахтопроходчик-новатор, Герой Социалистического Труда (1957).

## Биография
Родился 18 января 1918 года на Черниговщине. С 1943 года жил в Донбассе. Работал на строительстве угольных шахт в Сталино, Горловке, Макеевке, Шахтёрске.
С мая 1952 года бригадир проходческой бригады 1-го и 3-го проходческих строительных управлений треста «Сталиншахтопроходка». Его бригада поставила несколько мировых рекордов скоростной проходки вертикальных стволов (до 202 м в месяц), в 5-6 раз превзойдя средние показатели. С 1952 года член КПСС.
Указом Президиума Верховного Совета СССР от 26 апреля 1957 года удостоен звания Героя Социалистического Труда за «выдающиеся успехи, достигнутые в деле развития угольной промышленности в годы пятой пятилетки и в 1956 году» с вручением ордена Ленина и золотой медали «Серп и Молот» (№ 7684).
Этим же указом званием Героя Социалистического Труда был награждён бригадир треста «Сталиншахтопроходка» Василий Ефимович Иванов. 
В 1959 году избирался делегатом XXI съезда КПСС. 
После выхода на пенсию проживал в Донецке. Умер в 2003 году.

## Награды
- Почётный шахтёр СССР (1956);
- Герой Социалистического Труда (1957);
- кавалер трёх орденов Ленина (18.05.1954; 05.07.1955; 1957);
- Орден Октябрьской Революции (05.04.1971)
- Медаль «За трудовое отличие» (29.08.1953)
- Лауреат Ленинской премии (1957) — за разработку и внедрение скоростных методов прохождения вертикальных стволов на строительстве угольных шахт Донбасса.